# Wikipédia en sindhi
Wikipédia en sindhi (en sindhi : سنڌي وڪيپيڊيا, Sindhi wikipidia) est l’édition de Wikipédia en sindhi, langue indo-aryenne parlée principalement au Pakistan. L'édition est écrite avec l'alphabet perso-arabe. Elle est lancée a priori en décembre 2003, mais dans les faits en décembre 2005. Son code est : sd.
Au 21 mars 2025, l'édition en sindhi contient 18 942 articles et compte 19 940 contributeurs, dont 50 contributeurs actifs et 4 administrateurs.

## Présentation

Le sindhi appartient au groupe des langues indiques nord-occidentales des langues indo-aryennes. : sindhi
Aire de diffusion du sindhi au Pakistan.

## Statistiques
- Le 13 mars 2015, l'édition en sindhi compte 1 114 articles et 4 689 utilisateurs enregistrés[3], ce qui en fait la 231e[4] édition linguistique de Wikipédia par le nombre d'articles et la 235e[5] par le nombre d'utilisateurs enregistrés, parmi les 287 éditions linguistiques actives.
- Le 1er novembre 2022, elle contient 15 278 articles et compte 16 070 contributeurs, dont 26 contributeurs actifs et 4 administrateurs.
- Le 22 septembre 2024, elle contient 18 100 articles et compte 19 139 contributeurs, dont 43 contributeurs actifs et 4 administrateurs.